# Lijst van instant messengers
Dit is een lijst van instant messengers. Dit zijn computerprogramma's om chatberichten te versturen. Opmerking: MSNP werd gebruikt door MSN, YMSG wordt gebruikt door Yahoo! Messenger en XMPP werd (onder meer) gebruikt door Google Talk.
| Instant messenger                              | Datum verschijning | Status       | Protocol | Licentie                | Systeemeisen                                                                               | Commentaar |
| ---------------------------------------------- | ------------------ | ------------ | --- | ----------------------- | ------------------------------------------------------------------------------------------ | --- |
| Adium                                          | 6 april 2004       | Inactief     | OSCAR , TOC , XMPP, MSNP, Skype, YMSG, Bonjour, Gadu-Gadu, Groupwise en Lotus Sametime                                | GPL                     | OS X                                                                                       | Gebaseerd op Pidgin. |
| Alvaro's Messenger (aMSN)                      | 22 mei 2002        | Inactief     | MSNP | GPL                     | Windows, OS X, Linux en FreeBSD                                                            | |
| AOL Instant Messenger (AIM)                    | mei 1997           | Inactief     | OSCAR en TOC | Freeware                | Windows, Windows Mobile, OS X, iOS, Android en BlackBerry OS                               | Er bestaat ook een webversie. |
| aTwin                                          | 2005               | Inactief     | TetriNET-server | GPL                     | Windows                                                                                    | |
| Berichten                                      | 25 juli 2005       | Actief       | | Freeware                | macOS, iOS, iPadOS en watchOS.                                                             | |
| BitlBee                                        | 9 augustus 2002    | Inactief     | IRC | GPL                     | Linux, Unix, BSD, OS X en Windows                                                          | OSCAR, TOC, MSNP, XMPP en YMSG worden ook ondersteund; het maakt gebruik van IRC om te communiceren met deze protocollen.                                                                            |
| BlackBerry Messenger                           | 1 augustus 2005    | Inactief     | In-huis protocol RIM (oorspronkelijke eigenaar BlackBerry)                                                            | Freemium                | BlackBerry OS, BlackBerry 10, iOS, Android, Windows Phone 8, Windows 10 Mobile, Nokia X    | Stopgezet op 31 mei 2019 |
| Bombusmod                                      | 28 december 2008   | Inactief     | XMPP | GPL 2                   | Mobiele telefoons of pda's                                                                 | Kan verbinding maken met andere protocollen via transporten. |
| Centericq                                      | 1 augustus 1999    | Inactief     | OSCAR, LiveJournal, Gadu-Gadu, IRC, XMPP, MSNP en YMSG                                                                | GPL                     | FreeBSD, Gentoo, Debian, openSUSE, Fedora en Pardus                                        | Geen GUI. De ontwikkeling is gestaakt door de oorspronkelijke ontwikkelaar. Wordt doorontwikkeld door derden onder de naam CenterIM.                                                                 |
| ChatZilla                                      | 2000               | Inactief     | IRC | MPL / GPL / LGPL        | Linux, Windows, OS X                                                                       | Geen los programma, extensie voor een Mozilla-gebaseerde webbrowser(.xpi) |
| Delta Chat                                     | 2016               | Actief       | E-mail | GPL                     | Linux, Windows, MacOS, iOS, Android, Ubuntu Touch                                          | |
| Digsby                                         | 22 december 2007   | Inactief     | MSNP, OSCAR, XMPP, YMSG, Twitter en Facebook Chat                                                                     | Freeware                | Windows                                                                                    | |
| Element                                        | 2016               | Actief       | Matrix | GPL                     | Android, iOS, Desktop, Web                                                                 | |
| Fire (vroeger OPENSTEP)                        | 1 april 1999       | Inactief     | IRC, XMPP, OSCAR, TOC, MSNP, YMSG en Bonjour                                                                          | GPL                     | OS X                                                                                       | |
| Gadu-Gadu                                      | 15 augustus 2000   | Actief       | Gadu-Gadu-protocol | Adware                  | Android, iOS, macOS, Windows                                                               | Pools of Engelstalig programma |
| Google Talk                                    | 24 augustus 2005   | Inactief     | XMPP | Freeware                | Windows                                                                                    | |
| Gamers Own Instant Messenger(GOIM)             | 2006               | Inactief     | XMPP | GPL                     | Alle platformen die ondersteund worden door Java en Eclipse.                               | Platformonafhankelijke onderdelen zijn gelimiteerd tot Windows. |
| Gush                                           | 2005               | Inactief     | XMPP | Freeware                | Windows, OS X en Linux                                                                     | Ontwikkeling stopgezet in 2006. |
| GYachI                                         | 2010               | Inactief     | YMSG | GPL                     | Linux met Gtk+ 2 2.0.6 of hoger, libjasper.                                                | |
| HexChat                                        | 29 maart 2010      | Inactief     | IRC | GPL                     | Linux, OS X en Windows.                                                                    | |
| Lotus Sametime                                 | 19 november 2007   | Licht actief | Eigen server, integratie met IBM en andere ontwikkelomgevingen.                                                       | Commercieel             | Windows, Linux en OS X                                                                     | Licentie gratis bij gebruik van Lotus Notes. |
| iChat                                          | augustus 2002      | Inactief     | OSCAR, TOC en XMPP | Freeware                | OS X                                                                                       | |
| ICQ                                            | 15 november 1996   | Inactief     | OSCAR en Facebook Chat                                                                                                | Freeware                | Windows, iPhone, Windows Mobile, Java-platform en Android                                  | Er bestaat ook een webversie. |
| IMVU                                           | 2004               | Actief       | Eigen protocol | Freeware                | Android, iOS, macOS, Windows                                                               | |
| Instantbird                                    | 18 oktober 2007    | Inactief     | Protocollen ondersteund door libpurple (Pidgin)                                                                       | GPL                     | Windows, Mac en Linux                                                                      | Bepaalde delen vallen onder een tri-licentie van GPL, MPL en LGPL. |
| Irssi                                          | januari 1999       | Actief       | IRC en SILC | GPL                     | Windows en Linux                                                                           | |
| Kik Messenger                                  | oktober 2010       | Actief       | XMPP | Freeware                | Android, iOS                                                                               | |
| Konnekt                                        |                    |              | Gadu-Gadu, Tlen, XMPP, AQQ, LAN en Actio                                                                              | Freeware                | Windows                                                                                    | |
| Konversation                                   | 2009               | Actief       | IRC | GPL                     | Linux en Unix                                                                              | Konversation kan gebruikt worden met elk besturingssysteem dat KDE ondersteunt, maar is primair ontwikkeld voor Linux.                                                                               |
| Kopete                                         | 2001               | Actief       | AIM, Gadu-Gadu, ICQ, IRC, XMPP (inclusief Jingle), MSNP, YMSG en Groupwise                                            | GPL                     | Linux (KDE)                                                                                | |
| Line                                           | maart 2012         | Actief       | ECDH | Freeware                | Android, Chrome, iOS, macOS, Windows                                                       | |
| MECA Messenger                                 |                    |              | Meca Network, AIM, ICQ, MSNP en YMSG                                                                                  | Freeware                | Windows                                                                                    | |
| Meebo                                          | september 2005     | Inactief     | YMSG, MSNP, AIM, ICQ, MyspaceIM, Facebook Chat en XMPP                                                                | Freeware                | Multiplatform                                                                              | Een moderne webbrowser en een internetverbinding vereist. |
| Meetro                                         | 1 mei 2007         | Inactief     | OSCAR, TOC en MSNP | Freeware                | Windows en OS X                                                                            | Ontwikkeling stopgezet. Enkel gratis voor privégebruik. |
| Mercury Messenger (vroeger dMSN)               | 2002               | Inactief     | XMPP | Freeware                | Linux, Windows, OS X en FreeBSD                                                            | |
| Microsoft Lync                                 | 25 januari 2011    | Inactief     | Eigen server, uitbreidbaar met extensies voor populaire netwerken.                                                    | Commercieel             | Windows en OS X                                                                            | Twee keer veranderd van naam: eerst was het Windows Messenger, daarna was het Microsoft Office Communicator. Onderdeel van Microsoft Office Professional Plus 2010 en vanaf 2015 Skype for Business. |
| Miranda IM                                     | 2 februari 2000    | Inactief     | MSNP, OSCAR, XMPP, YMSG, Gadu-Gadu, TOC, Tlen en IRC                                                                  | GPL                     | Windows                                                                                    | |
| Paltalk Messenger                              | juni 1998          | Actief       | MSNP, OSCAR, XMPP, YMSG, Facebook Chat, OSCAR en TOC.                                                                 | Freeware                | Windows, BlackBerry OS en iOS                                                              | Er bestaat ook een webversie (Palktalk Express). |
| Pidgin                                         | 31 december 1998   | Actief       | Bonjour, Gadu-Gadu, Groupwise, IRC, MSNP, MXit, MyspaceIM, QQ, SILC, SIMPLE, IBM Lotus Sametime, XMPP, YMSG en Zephyr | GPL                     | FreeBSD, Linux, macOS en Windows                                                           | Voorheen bekend als Gaim |
| PLAYXPERT                                      | 2008               | Inactief     | Eigen protocol, OSCAR, TOC, XMPP, Sony Station Friends, MSNP, YMSG en Xfire-protocol                                  | Freeware                | Windows                                                                                    | 64-bit versie in bèta-fase. |
| Proteus                                        |                    | Inactief     | Bonjour (lokaal netwerk), Gadu-Gadu, XMPP, IBM Lotus Sametime, MSNP, OSCAR, YMSG                                      | GPL                     | OS X                                                                                       | |
| Qnext                                          |                    |              | YMSG, OSCAR, XMPP, iChat, MSNP, Facebook Chat en MyspaceIM                                                            | Freeware                | Windows, OS X, Linux, iPhone en Android                                                    | Er bestaat ook een webversie. |
| QuteCom (vroeger WengoPhone)                   | 25 juni 2005       | Inactief     | SIP, MSNP, YMSG, XMPP, OSCAR en TOC                                                                                   | GPL                     | Linux, OS X en Windows                                                                     | QuteCom is ook beschikbaar als Firefox-extensie. |
| Signal                                         | 29 juli 2014       | Actief       | Signal Protocol (voorheen bekend als TextSecure)                                                                      | GPL - FOSS              | Android vanaf 4.4, iOS vanaf 11.1, Windows7 en later (64-bit), MacOS 10.10 en later, Linux | Versleutelde berichtendienst |
| Simple Instant Messenger(SIM)                  |                    | Inactief     | XMPP, OSCAR, LiveJournal, YMSG en MSNP                                                                                | GPL                     | Windows, FreeBSD en Linux                                                                  | |
| Smuxi                                          | 19 juli 2008       | Actief       | IRC, Twitter en XMPP                                                                                                  | GPL                     | Linux, macOS, Windows                                                                      | |
| Telegram                                       | 2013               | Actief       | MTProto | GPL v2                  | Multiplatform                                                                              | |
| Tencent QQ                                     | februari 1999      | Actief       | Eigen protocol en andere                                                                                              | Freeware                | Android, iOS, Linux, macOS, Windows                                                        | |
| TextSecure                                     | 25 mei 2012        | Inactief     | Eigen protocol | GPLv3                   | Android                                                                                    | |
| Threema                                        | december 2012      | Actief       | Eigen protocol | GNU AGPL                | Android, iOS, Linux, macOS, Webapplicatie, Windows                                         | |
| Tokbox                                         | 2007               | Inactief     | YMSG, MSNP, OSCAR, TOC en XMPP                                                                                        | Freeware                | Multiplatform                                                                              | Een moderne webbrowser en een internetverbinding vereist. |
| Trillian                                       | 1 juli 2000        | Actief       | IRC, MSNP, OSCAR, YMSG, XMPP, Skype en MySpaceIM                                                                      | Freeware en Commercieel | Android, iOS, Linux, macOS, Webapplicatie, Windows                                         | |
| VIPole                                         |                    |              | Eigen protocol | Freeware en Commercieel | Windows, Mac OS, Linux, Android                                                            | |
| VoxOx                                          |                    |              | Facebook Chat, XMPP, OSCAR, YMSG, MSNP, MySpaceIM, Skype, TOC en Twitter.                                             | Freeware en Commercieel | Windows en OS X                                                                            | |
| WeChat                                         | 21 januari 2011    | Actief       | Eigen protocol | Commercieel             | Windows, macOS, Android                                                                    | |
| WhatsApp                                       | januari 2009       | Actief       | AXOLOTL. | Commercieel             | Android, iOS, macOS, Webapplicatie, Windows                                                | Linux met behulp van: Franz, WhatsDesk via Android of iOS |
| Windows Live Messenger (vroeger MSN Messenger) | 22 juli 1999       | Inactief     | MSNP | Freeware                | Windows en OS X                                                                            | Stopgezet en opgevolgd door Skype |
| XChat                                          | 6 juli 2012        | Inactief     | IRC | GPL                     | Linux, OS X en Windows.                                                                    | |
| Yahoo! Messenger                               | 9 maart 1998       | Inactief     | MSNP en YMSG | Freeware                | Windows, iPhone en OS X                                                                    | Er bestaat ook een webversie. |